# Колокольников, Павел Николаевич
Павел Николаевич Колокольников (партийный и литературный псевдонимы: К. Дмитриев, Константин Дмитриев, Константин Дмитриевич и т. д.) (род. 1871, Москва, Российская империя — 8 февраля 1938, Коммунарка, СССР) — российский государственный деятель, социал-демократ, товарищ министра труда во Временном правительстве, основоположник профсоюзного движения «Группа единства и независимости профсоюзов». Член РСДРП (1894-1918).

## Биография
Павел Николаевич Колокольников родился в 1871 году в Москве. Окончил юридический факультет МГУ, был основоположником профсоюзного движения «Группа единства и независимости профсоюзов». Вступил в РСДРП в 1894 году, после второго съезда партии присоединился к фракции меньшевиков. До революции арестовывался 7 раз. При временном правительстве занимал должность товарища министра труда. Был членом ЦК фракции меньшевиков. Был арестован 29 сентября 1918 года Всероссийской чрезвычайной комиссией по борьбе с контрреволюцией и саботажем, но 5 ноября 1918 года был освобождён по амнистии. В 1918 году формально покинул РСДРП, но при аресте не отказался от членства в партии. В 1921 году был отправлен в ссылку на год, спустя год был заключен в Бутырскую тюрьму. Позже находился в Ярославской тюрьме.
Работал в Комиссии по изучению истории профессионального движения в России и СССР Всесоюзного центрального совета профессиональных союзов, был профессором в вузах столицы СССР, состоял членом института экономики Российской ассоциации научно-исследовательских институтов общественных наук (РАНИОН). Был арестован в 1930 году в Москве, отправлен в ссылку в Сибирь на три/пять года/лет. В середине 1930-х годов жил в Иркутске и был профессором кафедры статистики Восточно-Сибирского института советской торговли. Был арестован 13 апреля 1937 года УНКВД по делу Кейзмана, вывезен в Москву. В феврале 1938 был приговорён к Высшей мере наказания Коллегией Верховного Суда СССР как участник террористической меньшевистской организации. Приговор был приведён в действие 8 февраля 1938 года. Похоронен на полигоне Коммунарка.
Был реабилитирован Прокуратурой СССР в апреле 1991 года.

## Личная жизнь
Жена — Клавдия Михайловна, дочь священника Михаила Васильевича Величкина.

## Основные труды
- «Профессиональные союзы в Москве» (1906)
- «Профессиональное движение в России» (1917)
- «1905-1907 гг. в профессиональном движении. I и II Всероссийские конференции профессиональных союзов» (соавтор, 1925)